# Bahnstrecke Weinheim–Heidelberg
| |                                                                                   |                                                                  |                                                                  |
| Streckennummer (DB): | 9401                                                                              |                                                                  |                                                                  |
| Kursbuchstrecke (DB): | 669 (bis 1970: 300g; bis 1992: 568)                                               |                                                                  |                                                                  |
| Kursbuchstrecke: | 318k (1946)                                                                       |                                                                  |                                                                  |
| Streckenlänge: | 16,3 km                                                                           |                                                                  |                                                                  |
| Spurweite: | 1000 mm (Meterspur)                                                               |                                                                  |                                                                  |
| Stromsystem: | 750 Volt =                                                                        |                                                                  |                                                                  |
| Minimaler Radius: | 23 m                                                                              |                                                                  |                                                                  |
| Streckengeschwindigkeit: | 80 km/h                                                                           |                                                                  |                                                                  |
| Zweigleisigkeit: | durchgehend, außer in den Bahnhöfen - Großsachsen, - Schriesheim und - Dossenheim |                                                                  |                                                                  |
| |                                                                                   |                                                                  |                                                                  |
| \| \| \| von Mannheim \| \| \| \| \| vom Güterbahnhof Weinheim (Güterübergabe) \| \| \| \| 0,0 \| Weinheim Alter OEG-Bahnhof \| Weinheim Alter OEG-Bahnhof \| \| \| \| nach Mannheim \| \| \| \| 0,8 \| Rosenbrunnen \| Rosenbrunnen \| \| \| 1,8 \| Pilgerhaus \| Pilgerhaus \| \| \| 2,1 \| Lützelsachsen Nord \| Lützelsachsen Nord \| \| \| 2,5 \| Lützelsachsen Bergstraße (ehem. Bf) \| Lützelsachsen Bergstraße (ehem. Bf) \| \| \| 3,2 \| Hohensachsen \| Hohensachsen \| \| \| 4,0 \| Großsachsen OEG \| Großsachsen OEG \| \| \| 4,5 \| Großsachsen Süd \| Großsachsen Süd \| \| \| 5,8 \| Leutershausen OEG (ehem. Bf) \| Leutershausen OEG (ehem. Bf) \| \| \| 8,0 \| Zentgrafenstraße \| Zentgrafenstraße \| \| \| 8,6 \| Schriesheim OEG 24 \| Schriesheim OEG 24 \| \| \| \| \| \| \| \| 9,6 \| Werk Edelstein (Steinbruch) \| Werk Edelstein (Steinbruch) \| \| \| \| \| \| \| \| 9,6 \| Schriesheim Süd \| Schriesheim Süd \| \| \| 10,6 \| Werk Vatter (Steinbruch) \| Werk Vatter (Steinbruch) \| \| \| 10,9 \| Dossenheim Nord \| Dossenheim Nord \| \| \| 11,4 \| Dossenheim (Bergstr) \| Dossenheim (Bergstr) \| \| \| 4,4 \| Werk Leferenz (Steinbruch) \| Werk Leferenz (Steinbruch) \| \| \| \| Dossenheim Süd \| \| \| \| \| \| \| \| \| 13,0 \| Handschuhsheim Nord \| Handschuhsheim Nord \| \| \| \| Systemwechsel ESBO/BOStrab \| \| \| \| \| \| \| \| \| 13,5 \| Handschuhsheim Nord (Straßenbahn‐ endstelle) 26 \| Handschuhsheim Nord (Straßenbahn‐ endstelle) 26 \| \| \| \| \| \| \| \| \| Burgstraße \| \| \| \| \| Biethsstraße \| \| \| \| 2,3 \| Handschuhsheim Güterbahnhof \| Handschuhsheim Güterbahnhof \| \| \| \| \| \| \| \| 14,0 \| Handschuhsheim Hans-Thoma-Platz 21 (ehem. Handschuhsheim OEG-Bf) \| Handschuhsheim Hans-Thoma-Platz 21 (ehem. Handschuhsheim OEG-Bf) \| \| \| \| \| \| \| \| \| Straßenbahn durch die Berliner Straße 21 24 \| \| \| \| \| Kapellenweg \| \| \| \| \| ehem. Straßenbahn von der Tiefburg \| \| \| \| \| Blumenthalstraße \| \| \| \| 15,3 \| Kußmaulstraße \| Kußmaulstraße \| \| \| \| Brückenstraße \| \| \| \| \| Theodor-Heuss-Brücke über den Neckar \| \| \| \| \| ehem. Straßenbahn durch die Hauptstraße \| \| \| \| 16,3 \| Bismarckplatz 9 22 23 \| Bismarckplatz 9 22 23 \| \| \| \| \| \| \| \| \| Straßenbahn durch die Rohrbacher Str. (zur Kurfürstenanlage) \| \| \| \| \| \| \| \| \| \| Straßenbahn durch die Bergheimer Straße \| \| \| \| \| Schwarze Brücke über den Neckar \| \| \| \| \| nach Heidelberg Gbf OEG \| \| \| \| \| \| \| \| Quellen: [1][2][3] \| \| \| \| |                                                                                   |                                                                  |                                                                  |
| Strecke |                                                                                   | von Mannheim                                                     | von Mannheim                                                     |
| Abzweig geradeaus und ehemals von rechts |                                                                                   | vom Güterbahnhof Weinheim (Güterübergabe)                        | vom Güterbahnhof Weinheim (Güterübergabe)                        |
| Bahnhof | 0,0                                                                               | Weinheim Alter OEG-Bahnhof                                       | Weinheim Alter OEG-Bahnhof                                       |
| Abzweig geradeaus und ehemals nach rechts |                                                                                   | nach Mannheim                                                    | nach Mannheim                                                    |
| Haltepunkt / Haltestelle | 0,8                                                                               | Rosenbrunnen                                                     | Rosenbrunnen                                                     |
| Haltepunkt / Haltestelle | 1,8                                                                               | Pilgerhaus                                                       | Pilgerhaus                                                       |
| Überleitstelle / Spurwechsel | 2,1                                                                               | Lützelsachsen Nord                                               | Lützelsachsen Nord                                               |
| Haltepunkt / Haltestelle | 2,5                                                                               | Lützelsachsen Bergstraße (ehem. Bf)                              | Lützelsachsen Bergstraße (ehem. Bf)                              |
| Haltepunkt / Haltestelle | 3,2                                                                               | Hohensachsen                                                     | Hohensachsen                                                     |
| Bahnhof | 4,0                                                                               | Großsachsen OEG                                                  | Großsachsen OEG                                                  |
| Bahnhof | 4,5                                                                               | Großsachsen Süd                                                  | Großsachsen Süd                                                  |
| Haltepunkt / Haltestelle | 5,8                                                                               | Leutershausen OEG (ehem. Bf)                                     | Leutershausen OEG (ehem. Bf)                                     |
| Haltepunkt / Haltestelle | 8,0                                                                               | Zentgrafenstraße                                                 | Zentgrafenstraße                                                 |
| Bahnhof · Betriebs-/Güterbahnhof Streckenanfang (Strecke außer Betrieb) | 8,6                                                                               | Schriesheim OEG 24                                               | Schriesheim OEG 24                                               |
| |                                                                                   |                                                                  |                                                                  |
| ehemaliger Dienststation / Betriebs- oder Güterbahnhof · Dienststation / Betriebs- oder Güterbahnhof (Strecke außer Betrieb) | 9,6                                                                               | Werk Edelstein (Steinbruch)                                      | Werk Edelstein (Steinbruch)                                      |
| |                                                                                   |                                                                  |                                                                  |
| Haltepunkt / Haltestelle · Strecke (außer Betrieb) | 9,6                                                                               | Schriesheim Süd                                                  | Schriesheim Süd                                                  |
| ehemaliger Dienststation / Betriebs- oder Güterbahnhof · Dienststation / Betriebs- oder Güterbahnhof (Strecke außer Betrieb) | 10,6                                                                              | Werk Vatter (Steinbruch)                                         | Werk Vatter (Steinbruch)                                         |
| Haltepunkt / Haltestelle · Strecke (außer Betrieb) | 10,9                                                                              | Dossenheim Nord                                                  | Dossenheim Nord                                                  |
| Bahnhof · Dienststation / Betriebs- oder Güterbahnhof (Strecke außer Betrieb) | 11,4                                                                              | Dossenheim (Bergstr)                                             | Dossenheim (Bergstr)                                             |
| Betriebs-/Güterbahnhof Streckenanfang und quer (Strecke außer Betrieb) · Abzweig geradeaus und ehemals nach rechts · Strecke (außer Betrieb) | 4,4                                                                               | Werk Leferenz (Steinbruch)                                       | Werk Leferenz (Steinbruch)                                       |
| Haltepunkt / Haltestelle · Strecke (außer Betrieb) |                                                                                   | Dossenheim Süd                                                   | Dossenheim Süd                                                   |
| Strecke von links (außer Betrieb) · Kreuzung (Querstrecke außer Betrieb) · Strecke nach rechts (außer Betrieb) |                                                                                   |                                                                  |                                                                  |
| Strecke (außer Betrieb) · Überleitstelle / Spurwechsel | 13,0                                                                              | Handschuhsheim Nord                                              | Handschuhsheim Nord                                              |
| Strecke (außer Betrieb) · Grenze mit U-Bahn |                                                                                   | Systemwechsel ESBO/BOStrab                                       | Systemwechsel ESBO/BOStrab                                       |
| |                                                                                   |                                                                  |                                                                  |
| Strecke (außer Betrieb) · U-Bahn-Abzweig geradeaus und von links | 13,5                                                                              | Handschuhsheim Nord (Straßenbahn‐ endstelle) 26                  | Handschuhsheim Nord (Straßenbahn‐ endstelle) 26                  |
| |                                                                                   |                                                                  |                                                                  |
| Strecke (außer Betrieb) · U-Bahn-Haltepunkt / Haltestelle |                                                                                   | Burgstraße                                                       | Burgstraße                                                       |
| Strecke (außer Betrieb) · U-Bahn-Haltepunkt / Haltestelle |                                                                                   | Biethsstraße                                                     | Biethsstraße                                                     |
| Dienststation / Betriebs- oder Güterbahnhof (Strecke außer Betrieb) · U-Bahn-Strecke | 2,3                                                                               | Handschuhsheim Güterbahnhof                                      | Handschuhsheim Güterbahnhof                                      |
| |                                                                                   |                                                                  |                                                                  |
| Strecke (außer Betrieb) · U-Bahn-Bahnhof | 14,0                                                                              | Handschuhsheim Hans-Thoma-Platz 21 (ehem. Handschuhsheim OEG-Bf) | Handschuhsheim Hans-Thoma-Platz 21 (ehem. Handschuhsheim OEG-Bf) |
| |                                                                                   |                                                                  |                                                                  |
| Strecke (außer Betrieb) · U-Bahn-Abzweig geradeaus, nach rechts und von rechts |                                                                                   | Straßenbahn durch die Berliner Straße 21 24                      | Straßenbahn durch die Berliner Straße 21 24                      |
| Strecke (außer Betrieb) · U-Bahn-Haltepunkt / Haltestelle |                                                                                   | Kapellenweg                                                      | Kapellenweg                                                      |
| Strecke (außer Betrieb) · U-Bahn-Abzweig geradeaus und ehemals von links |                                                                                   | ehem. Straßenbahn von der Tiefburg                               | ehem. Straßenbahn von der Tiefburg                               |
| Strecke (außer Betrieb) · U-Bahn-Haltepunkt / Haltestelle |                                                                                   | Blumenthalstraße                                                 | Blumenthalstraße                                                 |
| Strecke (außer Betrieb) · U-Bahn-Haltepunkt / Haltestelle | 15,3                                                                              | Kußmaulstraße                                                    | Kußmaulstraße                                                    |
| Strecke (außer Betrieb) · U-Bahn-Haltepunkt / Haltestelle |                                                                                   | Brückenstraße                                                    | Brückenstraße                                                    |
| Strecke (außer Betrieb) · U-Bahn-Brücke über Wasserlauf |                                                                                   | Theodor-Heuss-Brücke über den Neckar                             | Theodor-Heuss-Brücke über den Neckar                             |
| Strecke (außer Betrieb) · U-Bahn-Abzweig geradeaus und ehemals von links |                                                                                   | ehem. Straßenbahn durch die Hauptstraße                          | ehem. Straßenbahn durch die Hauptstraße                          |
| Strecke (außer Betrieb) · U-Bahn-Bahnhof | 16,3                                                                              | Bismarckplatz 9 22 23                                            | Bismarckplatz 9 22 23                                            |
| |                                                                                   |                                                                  |                                                                  |
| Strecke (außer Betrieb) · U-Bahn-Abzweig geradeaus, nach links und von links |                                                                                   | Straßenbahn durch die Rohrbacher Str. (zur Kurfürstenanlage)     | Straßenbahn durch die Rohrbacher Str. (zur Kurfürstenanlage)     |
| |                                                                                   |                                                                  |                                                                  |
| Strecke (außer Betrieb) · U-Bahn-Strecke |                                                                                   | Straßenbahn durch die Bergheimer Straße                          | Straßenbahn durch die Bergheimer Straße                          |
| Brücke über Wasserlauf (Strecke außer Betrieb) |                                                                                   | Schwarze Brücke über den Neckar                                  | Schwarze Brücke über den Neckar                                  |
| Strecke (außer Betrieb) |                                                                                   | nach Heidelberg Gbf OEG                                          | nach Heidelberg Gbf OEG                                          |
| |                                                                                   |                                                                  |                                                                  |
| Quellen: |                                                                                   |                                                                  |                                                                  |

Die Bahnstrecke Weinheim–Heidelberg ist eine früher von der Oberrheinischen Eisenbahn-Gesellschaft AG (OEG), später MVV OEG AG, heute von der RNV (Betriebsführung, zugleich EVU und EIU) nach der Eisenbahn-Bau- und Betriebsordnung für Schmalspurbahnen (ESBO) betriebene, meterspurige Eisenbahnstrecke zwischen Weinheim und Heidelberg. Ein kleiner dreischieniger Abschnitt zwischen Heidelberg und Schriesheim wurde früher als normalspurige reine Güterstrecke betrieben. Sie ist eine Nebenbahn, als Betriebsverfahren wird elektronisch signalisierter Zugleitbetrieb angewendet.

## Geschichte

### Bau und Eröffnung
Obwohl Weinheim und Heidelberg bereits seit 1846 durch die Bahnstrecke Frankfurt am Main–Heidelberg verbunden waren, gab es in den 1880er Jahren Bestrebungen, eine schmalspurige Eisenbahn zwischen diesen Städten zu errichten, um auch die kleineren Orte entlang der Bergstraße durch eine Eisenbahn zu verbinden. Speziell die Betreiber der Steinbrüche in Schriesheim und Dossenheim wünschten einen Bahnanschluss, da die Main-Neckar-Bahn dort weit entfernt vorbeiführte.
1883 wurde den in der Region als Unternehmern tätigen Gebrüdern Leferenz die Konzession für die Strecke von Heidelberg nach Schriesheim mit Weiterführung bis Weinheim erteilt. Aus finanziellen Gründen konnte diese jedoch vorerst nicht realisiert werden.

### Die ersten Betriebsjahre
Das Konsortium Centralverwaltung für Secundairbahnen Herrmann Bachstein erwarb nach der Eröffnung der Bahnstrecke Mannheim–Weinheim die Konzession der Gebrüder Leferenz und eröffnete 1890 die Strecke von Weinheim entlang der Bergstraße über Lützelsachsen, Hohensachsen, Großsachsen, Leutershausen, Schriesheim, Dossenheim und Handschuhsheim nach Heidelberg.
1895 gründete Bachstein die Süddeutsche Eisenbahn-Gesellschaft AG (SEG), in deren Besitz auch die Mannheim-Weinheim-Heidelberg-Mannheimer Eisenbahn (MWHME) im Jahr 1897 überging.
Um einen direkten Anschluss der Schriesheimer und Dossenheimer Steinbrüche zu ermöglichen, wurde am 14. August 1903 der Bau einer reinen Güterbahnstrecke vom Heidelberger SEG-Güterbahnhof über eine eigene Neckarbrücke und durch das Neuenheimer Feld bis Dossenheim und weiter nach Schriesheim genehmigt. Im Juli 1904 wurde mit dem Bau der als Schwarze Brücke bezeichneten 230 m langen dreibogigen Neckarbrücke durch die Maschinenbauanstalt Humboldt begonnen. Nachdem die Fertigstellung durch einen Unfall verzögert wurde, wurde die Strecke am 16. Juli 1906 eröffnet, so dass die Güterzüge nicht mehr durch die Heidelberger Innenstadt fahren mussten. Diese Strecke war mit einem Dreischienengleis in Meterspur und Normalspur befahrbar, wobei einige Bahnhöfe und Firmenanschlussgleise nur in Normalspur gebaut waren. Der Abschnitt über die Neckarbrücke war etwa im Jahr 1924 vierschienig, da er zusätzlich von einer Baustellenbahn mit Spurweite 900 mm zum Bau des Neckarkanals und Umbau der Mannheimer Straße genutzt wurde. Hierbei wurde die Neckarbrücke um einen vierten Bogen erweitert und um 2,40 m angehoben. Danach reichte die Brücke auch über die Landstraße nach Wieblingen, die zuvor mittels eines Bahnübergangs gequert wurde. Unmittelbar südlich der Neckarbrücke teilten sich Normalspur- und Meterspurgleis. Die Brücke wurde am 27. März 1945 kriegsbedingt gesprengt.

### Die OEG-Zeit
1913 wurde der OEG-Güterbahnhof Heidelberg vom südlichen Ende der Karl-Metz-Straße zum langjährigen Standort am Ende der Güterstrecke durchs Neuenheimer Feld verlegt.
1929 begann der Gemeinschaftsbetrieb mit der HSB. Die letzten planmäßigen Dampfzüge zwischen Heidelberg und Handschuhsheim fuhren am 5. Oktober.
1941 wurde die Strecke zwischen Handschuhsheim und Dossenheim auf einen eigenen Bahnkörper verlegt.
Die zum Ende des Zweiten Weltkriegs 1945 gesprengte Schwarze Brücke wurde als Provisorium und Behelfsbrücke wieder errichtet und der Betrieb der Güterbahnstrecke im April 1947 wiederaufgenommen.
Nachdem sich durch den Krieg der geplante elektrische Ausbau weiterer Strecken verzögerte, wurde zwischen 1949 und 1956 als letztes Teilstück die Strecke Weinheim–Heidelberg in mehreren Teilabschnitten elektrifiziert. Statt in Handschuhsheim musste somit ab 18. Dezember 1949 in Dossenheim umgestiegen werden, wofür zur Stromversorgung aus Seckenheim auch die Güterstrecke durchs Neuenheimer Feld elektrifiziert wurde. Am 15. Dezember 1950 wurde der elektrische Betrieb auf dem Abschnitt Dossenheim–Schriesheim aufgenommen. Am 1. September 1956 konnte mit dem Abschnitt ab Schriesheim der durchgehende Rundverkehr mit elektrischen Triebwagen aufgenommen werden.
Nach Ende des Zweiten Weltkriegs befand sich das Streckennetz teilweise nicht mehr auf dem neuesten Stand. Die noch nicht elektrifizierte, eingleisige Strecke entlang der Bergstraße von Handschuhsheim nach Weinheim war noch im Ursprungszustand. Sie verlief im Planum der Bundesstraße 3 in Seitenlage und war daher sehr unfallträchtig. Daher wurde von 1952 bis 1955 ein eigener Bahnkörper verlegt. Eine Ausnahme bildet bis heute die enge Ortsdurchfahrt in Großsachsen. 1952 wurde die Fahrzeughalle in Schriesheim fertig gestellt, die damals neben Bussen auch Schienenfahrzeuge (bis 1969) beherbergte.
1959 stand die Verlängerung der Konzession für den Bahnbetrieb an. Wegen Einsprüchen wurde der Weiterbetrieb erst nur vorläufig genehmigt. Erst 1964 wurde die Konzession für den Personenverkehr bis 2009 und für den Güterverkehr bis 1989 erteilt.
Bis zum 30. Juni 1963 wurde die Strecke vom Abzweig der HSB-Strecke an der Handschuhsheimer Steubenstraße bis zur Stadtgrenze nach Dossenheim zweigleisig ausgebaut und bis dort auch von der HSB-Linie 6 befahren.
1967 wurden die örtlichen Stellwerke durch einen automatischen Streckenblock zu ersetzt auf der Strecke Schriesheim–Handschuhsheim. 1969 war schließlich die gesamte Strecke von Weinheim nach Heidelberg damit ausgerüstet. In den nächsten Jahren wurde die Strecke vom MCDS-Stellwerk Schriesheim aus gesteuert.

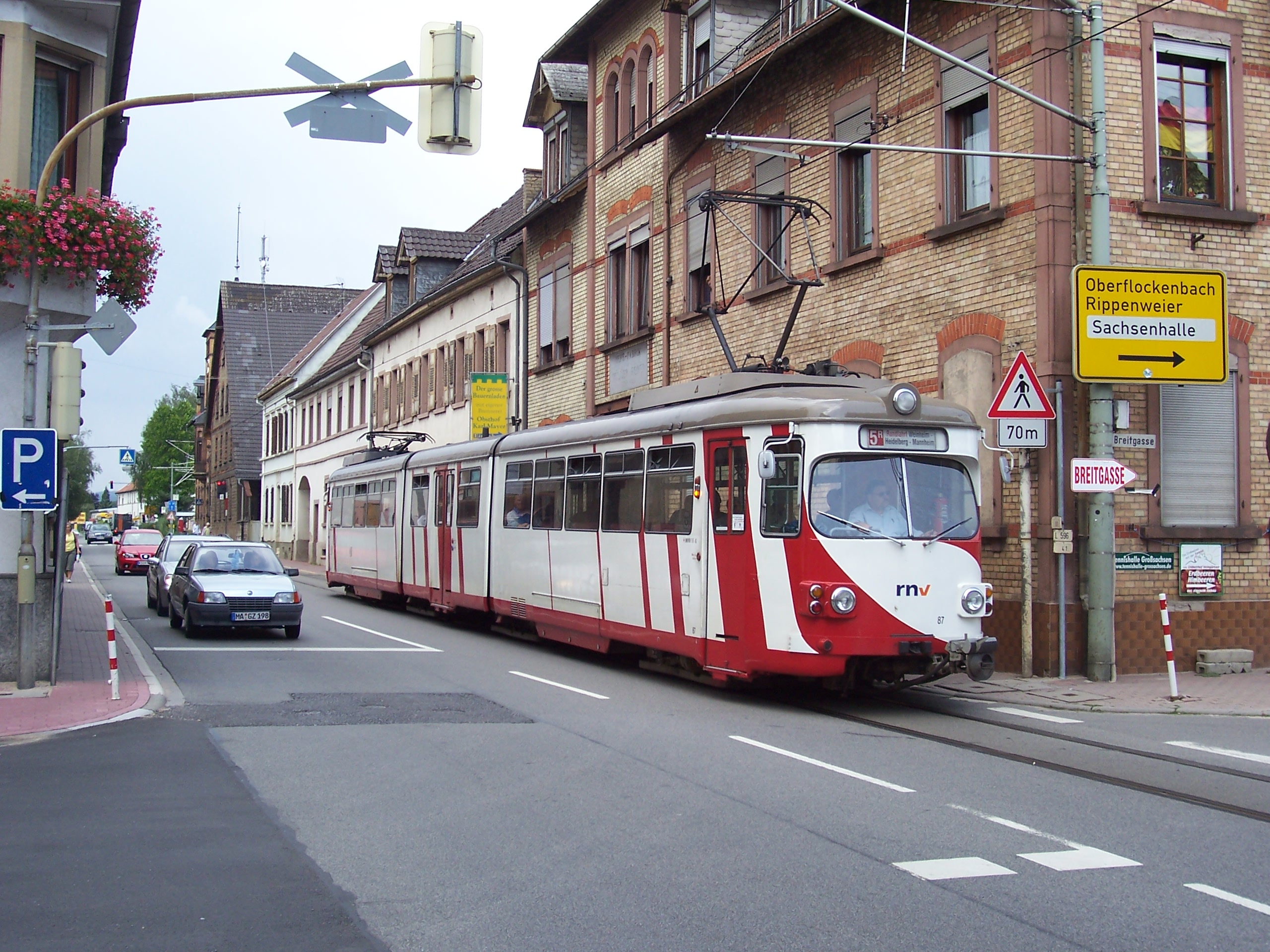
Eingleisige Strecke in Großsachsen

In den 1960er Jahren begann man, die Schienen durchgehend zu schweißen. Auch wurden die noch vorhandenen Formsignale durch Lichtsignale ersetzt, was die Instandhaltung erleichterte.
Die wachsende Konkurrenz durch den Straßenverkehr ließ auch den Güterverkehr in den 1960er Jahren stetig unrentabler werden, so dass am 12. Dezember 1969 zunächst die Stilllegung der dreischienigen Strecke Heidelberg–Schriesheim beantragt, am 19. Januar genehmigt und am 1. Juli 1970 vollzogen wurde, ehe 1971 der öffentliche Schienengüterverkehr komplett eingestellt wurde. Die Schwarze Brücke wurde von Oktober bis Juni 1971 abgerissen. Eine Ausnahme bildete der alljährliche Zuckerrübentransport mittels Rollböcken, der bis ins Jahr 1983 durchgeführt wurde.
Noch bis Anfang der 1990er Jahre führte die OEG selbst den Güterverkehr auf der Straße durch.

### Weitere Modernisierungen
Im Jahre 1980 wurde auch der OEG-Bahnhof in Schriesheim den Erfordernissen der Zeit angepasst und die dortige Fahrzeughalle zum zentralen Busbetriebshof ausgebaut.
1995 wurde das Konzept MVG 2000 umgesetzt, das auch für die OEG große Veränderungen brachte. Endeten bisher die Züge aus Richtung Weinheim am Vorplatz des Mannheimer Hauptbahnhofs und aus Richtung Heidelberg im Bahnhof Mannheim Kurpfalzbrücke, so wurde nun mit Führung der Züge durch die Mannheimer Innenstadt der Ring geschlossen. Um dies zu erreichen, wurde eine kurze Verbindungsstrecke gebaut, die vor dem Collini-Center unter Umgehung des Bahnhofes Kurpfalzbrücke abzweigt und in die Straßenbahnstrecke im Friedrichsring mündet. Damit wurde eine Verbindung wiederhergestellt, die es in ähnlicher Form bis 1928 bzw. 1974 bereits gegeben hatte. Die OEG wurde in das Mannheimer Straßenbahnliniennetz integriert und führte nun die Linienbezeichnung 5R (bzw. nur 5 für Fahrten auf dem Abschnitt Käfertal–Mannheim Hbf–Edingen).
In den 1990er Jahren wurde der Abschnitt Heidelberg – Schriesheim zweigleisig ausgebaut, um eine dichtere Taktfolge zu ermöglichen. Seit 28. Februar 1999 ist der Abschnitt Handschuhsheim Nord – Dossenheim zweigleisig. Im Frühjahr 1999 wurde das zweite Gleis fertiggestellt und als einziges genutzt, um das alte Gleis erneuern zu können. Am 12. Juni 1999 wurde der zweigleisige Betrieb aufgenommen und die beiden neuen Haltepunkte Dossenheim Nord und Schriesheim Süd inbetriebgenommen. Der zweigleisige Ausbau des übrigen Streckenabschnitts Schriesheim – Weinheim wurde von März 2011 an in einer siebenmonatigen Vollsperrung mit Schienenersatzverkehr durchgeführt.

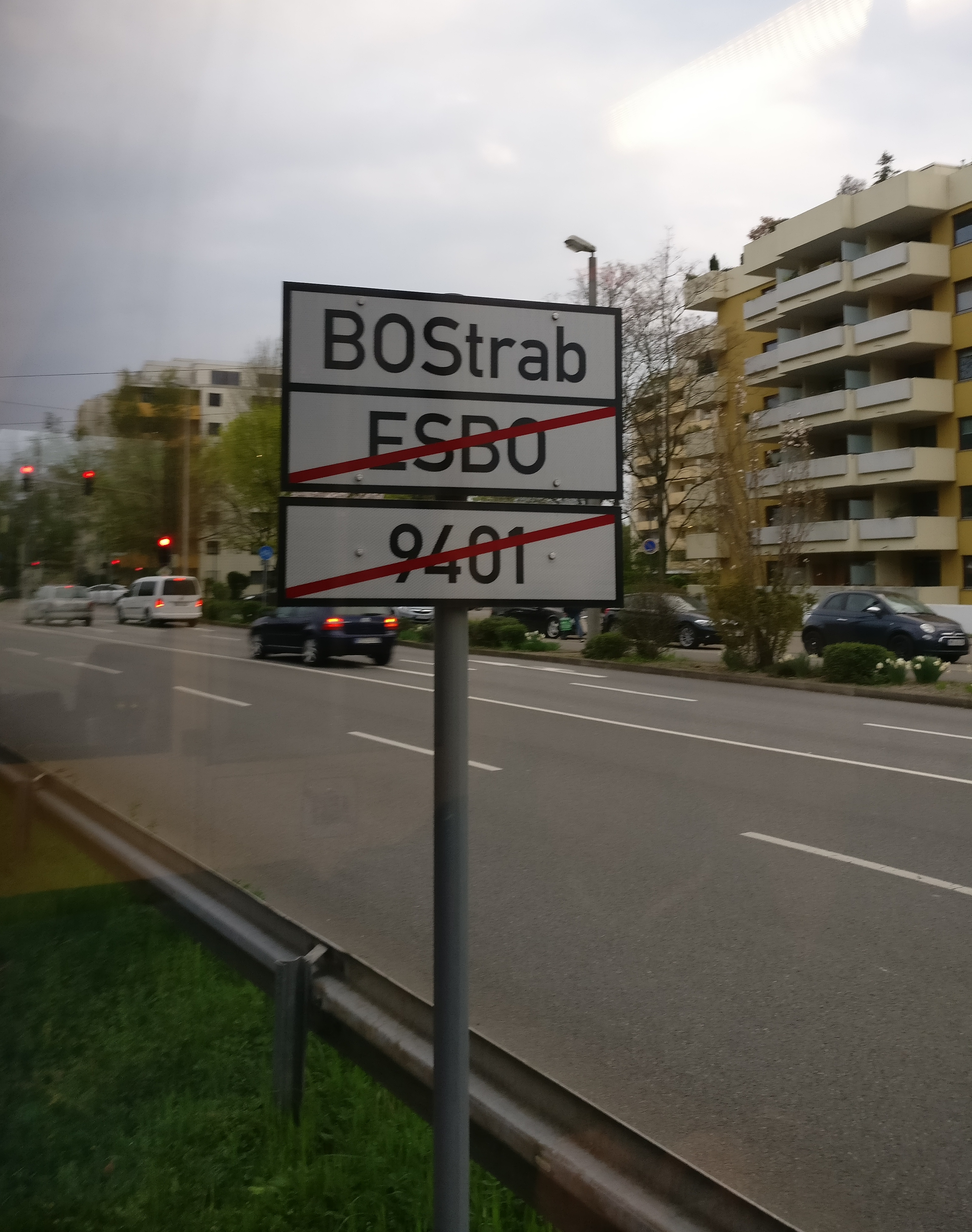
Ende der Geltung der ESBO vor der Haltestelle Burgstraße

Als Folge des Ausbaus wurde die OEG ab Juni 1999 auch in Heidelberg als vollwertige Linie ins Straßenbahnnetz integriert. Wurden bisher zwischen Bismarckplatz und Handschuhsheim Nord nur die Haltestellen Burgstraße, Handschuhsheim OEG-Bahnhof und Kußmaulstraße bedient, halten seitdem die OEG-Züge an allen Haltestellen (bis auf die Haltestelle Froschäckerweg, die jedoch inzwischen generell aufgegeben wurde) und ersetzten auf diesem Streckenabschnitt auch die zuvor dort verkehrende Linie 1 der HSB.

### Übergang in die RNV und Modernisierungen ab 2005
Seit der Vereinheitlichung der Linienbezeichnungen im Gebiet der RNV am 10. Dezember 2006 trägt die OEG auf ihrer gesamten Fahrtstrecke die Bezeichnung 5.
Es erfolgte die Umstellung auf elektronische Stellwerkstechnik, seit dem 10. April 2008 wird der Streckenabschnitt Weinheim – Schriesheim – Handschuhsheim Nord ferngesteuert. Der Fahrdienstleiter Schriesheim arbeitet seither von der zentralen RNV-Leitstelle im Betriebshof Mannheim-Möhlstraße aus.
Die schon länger geplante Modernisierung der rund neun Kilometer langen eingleisigen Strecke zwischen Weinheim und Schriesheim begann am 10. März 2010 mit einem symbolischen ersten Spatenstich. Hierbei wurde die Strecke zweigleisig ausgebaut, um auch hier einen 10-Minuten-Takt und Fahrzeitverkürzungen um 15 % zu ermöglichen. Die Modernisierung kostete etwa 60 M€, von denen etwa 42 M€ durch GVFG-Mittel finanziert wurden.
Der hauptsächliche Streckenumbau wurde während einer Vollsperrung durchgeführt. Vom 21. März 2011 bis zum 5. November 2011 wurden alle Zugfahrten auf dem Streckenabschnitt zwischen Weinheim OEG-Bahnhof und dem Bahnhof Schriesheim durch Busse ersetzt, was in den meisten Fällen zu deutlichen Verlängerungen der Reisezeit führte. Während der Sommerschulferien wurde auch der Bahnhof Weinheim OEG umgebaut. Die Züge fuhren in dieser Zeit nur bis zum Haltepunkt Händelstraße, der zu diesem Zweck mit einer provisorischen Weichenverbindung ausgerüstet wurde. Seit dem 6. November 2011 verkehren wieder fahrplanmäßige Züge auf der nunmehr zweigleisigen Strecke.
Lediglich zwei kurze Abschnitte in den Ortsdurchfahrten von Großsachsen und Schriesheim sind weiterhin eingleisig verblieben. Im Zuge des Umbaus wurde auch die komplette Strecke Weinheim – Heidelberg mit einem neuen elektronischen Stellwerk ausgerüstet. Zum Fahrplanwechsel am 11. Dezember 2011 ging auch der neu erbaute Haltepunkt Großsachsen Süd in Betrieb. Der Umbau des Bahnhofs Schriesheim schloss sich an und wurde bis Mitte 2012 beendet. Neun Monate nach Abschluss der Bauarbeiten – im August 2012 – wurde die Fahrzeit für den vollständigen Ring Mannheim – Heidelberg – Weinheim – Mannheim von 140 auf 130 Minuten gekürzt, was etwa der Fahrzeit zehn Jahre zuvor entspricht. Bereits im Dezember 2012 wurde die Fahrzeit jedoch zur Verspätungsreduzierung wieder auf 140 Minuten verlängert.
Zwischen 2010 und 2014 wurden die kompletten Signalanlagen und Stellwerkstechniken (siehe oben) erneuert. Seit Frühjahr 2014 ist somit die gesamte Strecke mit dem Ks-Signalsystem auch für Gleiswechselbetrieb ausgestattet.

## Betriebsstellen
| vorher                     | nachher                    | wann          |
| -------------------------- | -------------------------- | ------------- |
| Handschuhsheim Haltepunkt  | ?                          | ?             |
| Schröderstraße             | Brückenstraße              | 2002          |
| Handschuhsheim OEG-Bahnhof | Hans-Thoma-Platz           | Juni 2010     |
| Weinheim OEG-Bahnhof       | Weinheim Alter OEG-Bahnhof | 12. Juni 2016 |
| Lützelsachsen OEG-Bahnhof  | Lützelsachsen Bergstraße   | 12. Juni 2016 |

### Lützelsachsen OEG-Bahnhof
Seit dem Umbau ab 2010 ist Lützelsachsen nur noch ein Haltepunkt, zuvor war hier ein zweigleisiger Kreuzungsbahnhof mit einem kurzen Gleis an einer Laderampe.

### Großsachsen OEG-Bahnhof
Noch in den 1960er Jahren war Großsachsen OEG-Bahnhof, damals Großsachsen Ort, ein dreigleisiger Bahnhof, wobei Gleis 3 (am Empfangsgebäude) nur auf Weinheimer Seite angebunden war.
Heute sind die beiden Weichen des eingleisigen Abschnitts der Ortsdurchfahrt die einzigen Weichen des Bahnhofs.

### Schriesheim OEG-Bahnhof

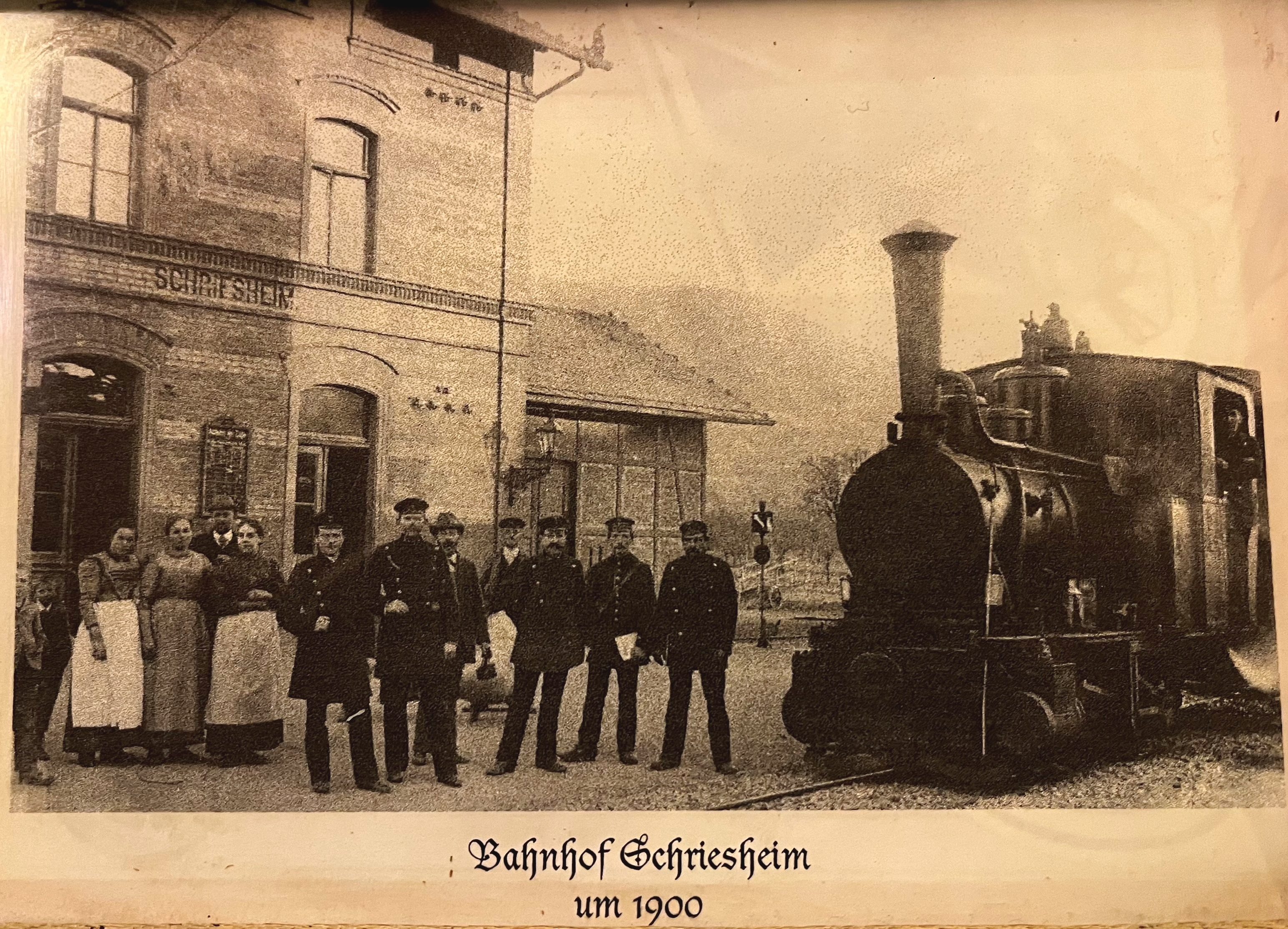
OEG-Bahnhof Schriesheim mit Personal um 1900

Der Bahnhof Schriesheim besteht heute aus drei Bahnsteiggleisen, einem von Gleis 3 aus erreichbaren Abstellgleis, und der eingleisigen Ortsdurchfahrt. Von den hier haltenden Linienbussen werden die Bahnsteige einmal umrundet: Sie queren die Strecke nördlich, halten am Kombibahnsteig mit Gleis 3, und queren die Strecke erneut südlich, wobei sie nur Richtung Norden auf die Landstraße (B 3) abbiegen können.
Früher gab es hier neben den drei Bahnsteiggleisen eine viergleisige Wagenhalle mit angrenzender Autohalle sowie einen Lokschuppen. Die Regelspurstrecke begann an der nahegelegenen Obstmarkthalle. An der Anschlussstelle Werk Edelstein weiter südlich querte das schmalspurige Anschlussgleis die Regelspurstrecke. Es gab dort ein Dreischienengleis östlich der Güterhalle und ein weiteres, regelspuriges Ladegleis zwischen dieser und der Regelspurstrecke.
Die Wagenhalle wurde ab 1. Juni 1969 nicht mehr genutzt.

### Dossenheim OEG-Bahnhof
Zu Zeiten der Dreischienenstrecke teilten sich die Strecken im südlichen Teil des Bahnhofs nach Spurweite auf: Die Regelspurstrecke kreuzte die Strecke aus Neuenheim und führte östlich am Empfangsgebäude vorbei, die Meterspurstrecken führten zu zwei Bahnsteiggleisen westlich des Empfangsgebäudes. Die Regelspurstrecke verlief etwa 100 m östlich der Meterspurstrecke durch den Ort zur Anschlussstelle Werk Vatter, in der die Spurweiten ebenfalls getrennt voneinander waren.
Heute sind die beiden Weichen des eingleisigen Abschnitts der Ortsdurchfahrt die einzigen Weichen des Bahnhofs.

### Handschuhsheim Güterbahnhof
Anfang der 1960er Jahre bestand der Handschuhsheimer Güterbahnhof neben dem dreischienigen durchgehenden Hauptgleis lediglich aus Nebengleisen: Einem lediglich regelspurigen nordöstlich des Bahnübergangs „Mühlingstraße – Wieblinger Weg“, einem südwestlich an der Obstmarkthalle und einem nur meterspurigen Stumpfgleis am Konsumverein südöstlich. Der Bahnhof war keine Zugmeldestelle.

### Handschuhsheim OEG-Bahnhof
Ab 1929 endete hier der elektrifizierte Streckenabschnitt.
1958 wurde der Bahnhof Handschuhsheim umgebaut. Danach bestand er aus den beiden durchgehenden Hauptgleisen, zwei Gleiswechseln und dem Ladegleis 3. Letzteres wurde in den 1970er Jahren abgerissen und an ähnlicher Stelle Ende 2002 wieder ein Stumpfgleis eingebaut, diesmal jedoch als Bahnsteiggleis für die hier endende Linie 1.

## Verkehr
Ursprünglich war der Personenverkehr auf der Strecke eine von vier unabhängig voneinander betriebenen OEG-Linien und wurde als Linie C bezeichnet. Die Wagenhalle befand sich in Schriesheim.
Vom 26. März bis zum 18. Juni 1945 wurde der Betrieb kriegsbedingt eingestellt.
Ab 8. Januar 1954 wurden auf dem letzten nicht elektrifizierten Streckenabschnitt Weinheim–Schriesheim die Dampfloks durch Verbrennungslokomotiven ersetzt.
Ab 2. Juni 1957 fuhren die Züge im 24-Minuten-Takt.
Nach der vollständigen Elektrifizierung des OEG-Streckendreiecks Mannheim–Heidelberg–Weinheim–Mannheim 1956 wurden die Züge in Weinheim durchgebunden, jeder zweite Zug fuhr auch in Heidelberg weiter, so dass sogenannte „Rundfahrt“-Züge entstanden. Ab 30. Mai 1965 erfolgte die generelle Durchbindung auch in Heidelberg, so dass seit dieser Zeit bis auf Verdichtungszüge alle Züge Rundfahrten der Linie A sind. Damit fuhren auch auf dieser Strecke Ganzzüge. Eine Rundfahrt dauerte 122 Minuten.
Zum 25. September 1966 wurde der Halbstundentakt eingeführt. Hierbei wurden die Zugkreuzungen von Schriesheim nach Schriesheim Süd verlegt. Am 25. September wurde die Kreuzung wieder nach Schriesheim verlegt und daraufhin das Ausweichgleis in Schriesheim Süd aufgegeben.
Vom 1. Juli 1971 bis 30. Juni 1973 galt ein Sparfahrplan mit verschlechtertem Takt. Danach fuhren die Züge wieder im Halbstundentakt, in den Hauptverkehrszeiten im 20-Minuten-Takt, in der vormittäglichen Normalverkehrszeit zwischen Weinheim und Schriesheim bis zum 27. Mai 1979 nur im Stundentakt. Bis 28. September 1974 war hierbei die (in Mannheim bereits seit 1943 unterbrochene) Rundfahrt in Schriesheim unterbrochen, im Nordteil wurden nur Duewag-GT8 eingesetzt, im Südteil nur Züge mit B4-Beiwagen und Halb- und Ganzzüge.
Zum 23. Mai 1993 wurde erneut ein Halbstundentakt eingeführt, zwischen Schriesheim und Heidelberg gab es zusätzliche Züge. Die Höchstgeschwindigkeit wurde von 60 km/h auf 80 km/h erhöht.
1995 wurden die Weinheimer und die Heidelberger Züge auch in Mannheim durchgebunden. So fahren die OEG-Züge seitdem also ständig im Kreis, falls sie nicht in Edingen/Schriesheim oder Käfertal/Weinheim wenden. Für die komplette Rundfahrt wurde 1995 zunächst die 62 als Liniennummer verwendet, wie es der VRN in seinem verbundweiten Konzept vorsah. Da die MVV innerhalb Mannheims jedoch die Bezeichnung 5 verwendete, um die OEG in ihr Stadtbahnnetz einzufügen, wurde nach einiger Zeit auf 5R für die gesamte Rundstrecke umgestellt. Im Fahrplanbuch des VRN war der Fahrplan aber unter der Tabellennummer „R 65“ zu finden. Die Unterscheidung zwischen 5 (für die nur zwischen Käfertal und Edingen fahrenden Züge) und 5R wurde Ende 2006 endgültig aufgegeben und seither ausschließlich die Bezeichnung 5 verwendet, welche nun auch im Fahrplanbuch angewandt wird.